# Otostigmus sulcatus
Otostigmus sulcatus är en mångfotingart som beskrevs av Frederik Vilhelm August Meinert 1886. Otostigmus sulcatus ingår i släktet Otostigmus och familjen Scolopendridae.
Artens utbredningsområde är Uruguay. Inga underarter finns listade i Catalogue of Life.